# Buwetille
Buwetille (Fries: Bouwetille) is een buurtschap in de gemeente Achtkarspelen, in de Nederlandse provincie Friesland. De buurtschap ligt ten oosten van Harkema, ten westen van Surhuizum en ten noordwesten van Surhuisterveen. De buurtschap is ontstaan bij een voetgangersbrug over de Surhuisterveenstervaart. Deze brug (tille) werd vernoemd naar de bewoner in een boerderij die erbij stond, Buwe. Uiteindelijk ontwikkelde zich er een buurtje rond de brug.
Deze buurtschap ligt aan beide oevers van het kanaal. Qua adressering valt de buurtschap westelijk van de vaart (de Feartswâl) onder Harkema en oostelijk van de vaart (de Turfloane) onder Surhuizum.
Dorpen: Augustinusga · Boelenslaan · Buitenpost · Drogeham · Gerkesklooster · Harkema · Kootstertille · Stroobos · Surhuisterveen · Surhuizum · Twijzel · Twijzelerheide

Buurtschappen: Barghiem · Blauwhuis · Blauwverlaat · Buweklooster · Buwetille · De Kooten · De Laatste Stuiver · Dijkhuizen · Egypte · Gerben Allesverlaat · Hamsterpein · Hamshorn · Hiltjemoeiswouden · Jachtveld · Kortwoude · Kuikhorne (deels) · Lutkepost · Monniketille · Ophuis · Opperkooten · Rohel · Roodeschuur · Surhuizumer Mieden · Uitland · Vierhuizen · Westerend · Wildpad (deels) · Wildveld

Friesland: Steden en dorpen      Nederland: Provincies · Gemeenten